# Gestüt Lindenhof
Das Gestüt Lindenhof wurde 1931 von dem deutschen Verleger Bruno Cassirer auf einem zuvor erworbenen Landstück nördlich von Templin eingerichtet. Es ist bis heute als Gestüt in der Pferdezucht erhalten und aktiv, gezüchtet werden Traber.
Cassirer hatte 1899 im Alter von 27 Jahren sein erstes Pferd gekauft und in der Folge neben seiner Verlegertätigkeit erstklassige amerikanische Pferde importiert und war damit zu einem der bedeutendsten Traberzüchter Deutschlands avanciert. Vor dem Kauf des Lindenhofs hatte Cassirer bereits seit 1910 ein Gestüt in Damsbrück bei Falkensee betrieben. Da die dortigen Wiesen jedoch offenbar zu feucht waren und einige Pferde deswegen an Mondblindheit litten, hatte er sich dazu entschlossen, für die Pferde eine neue, gesündere Umgebung zu finden.
Überragende Vaterpferde auf Lindenhof waren Colonel Bosworth und der Hambletonian-Sieger Walter Dear, dessen erster Sohn Probst Trabrennsportgeschichte auf internationaler Ebene schrieb. Cassirer nahm zu diesem Zeitpunkt eine führende Stellung im deutschen Trabersport ein – er hatte die Trabrennbahn Mariendorf mit seinem Privatvermögen vor dem Ruin gerettet, er hatte durch amerikanischen Import die deutsche Traberzucht konkurrenzfähig gemacht, hatte hohe Ämter inne: Vorsitz des Trabrennvereins Mariendorf, Vorstandsmitglied im Traberbesitzerverein und im Züchterverein, Vorsitzender der Obersten Behörde für Traberzucht (OBT).

## 1933–1945
Cassirer verkaufte das Gestüt kurze Zeit nach der NS-„Machtübernahme“ 1933 (er starb 1941). An seine Stelle trat als Eigentümer bis 1945 sein langjähriger Pferdetrainer und Freund Charlie Mills, mit dem Cassirer offenbar ein Gentlemen’s Agreement abschloss, dem zufolge Mills die offizielle Geschäftsführung übernehmen sollte, während Cassirer weiter den eigentlichen Gestütsbetrieb leitete. Charlie Mills gewann als Fahrer 1934 mit Cassirers Pferd Walter Dear den Prix d’Amérique in Vincennes. Lindenhof verfügte damals über 30 Mutterstuten.

## Nach 1945

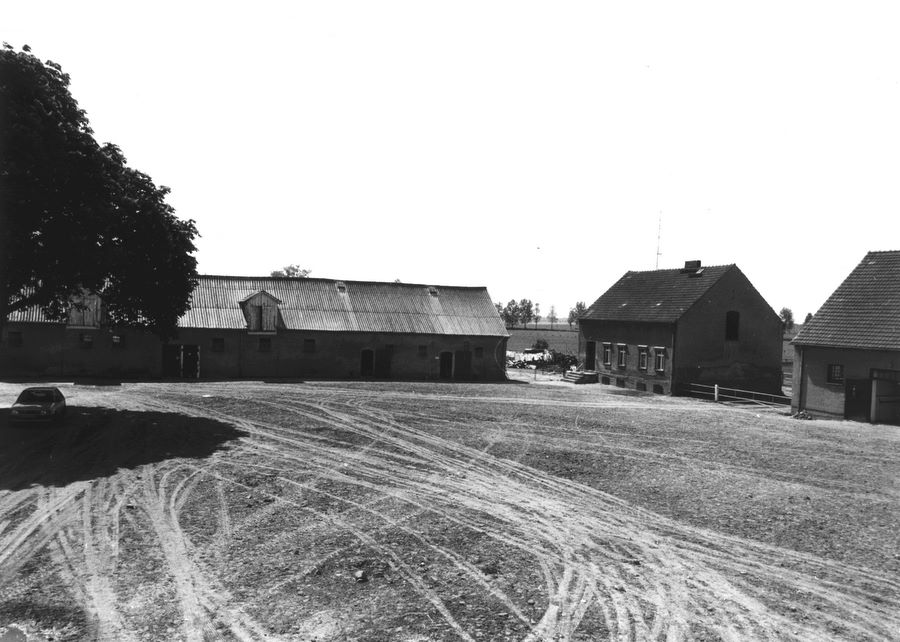
Hofansicht um 1980

Nach dem Ende des Zweiten Weltkriegs waren von den Zuchtpferden noch sechs Mutterstuten und ein Hengst vorhanden, mit denen die Zucht wieder aufgebaut wurde. Herausragender Deckhengst war damals der Walter Dear-Sohn Missouri, dessen Nachkomme Ethalon einer der erfolgreichsten Traber seiner Zeit war. Da das Gestüt ausländisches Eigentum war, wurde es von der DDR verwaltet, erhalten und ausgebaut. Als Staatsgestüt wurde hier eine weitere gute Zuchtarbeit geleistet. Traber wie Missouri, Ethalon, Lennert, Legende, Ethelinda und Lullawat – beide von Peter The Great – prägten den Ruf des Gestütes.

## 1989–1999
Das ehemalige Staatsgestüt wurde von der Treuhand noch bis zum Jahr 2000, aus rechtlichen Gründen, aufrechterhalten. Der Zuchtbetrieb wurde dabei drastisch im Umfang reduziert.

## Nach 2000

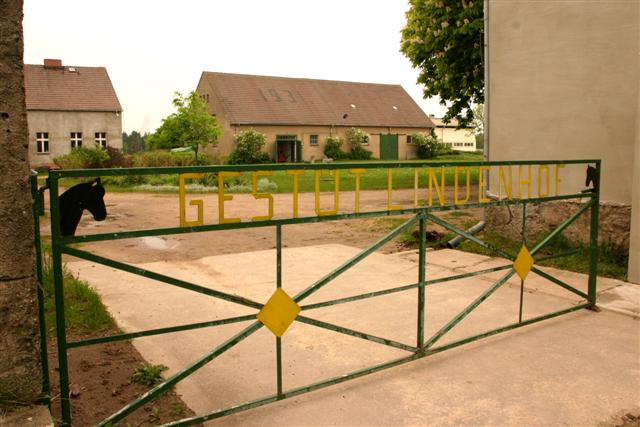
Blick auf den Hof 2005

Im Jahr 2000 verkaufte die Erbengemeinschaft um Georg Mills, dem Sohn Charlie Mills, das Gestüt an Dr. Ingrid Wagner. Sie betreibt heute das Gestüt und eine Pension, welche nach größeren Investitionen in die bestehenden Gebäude integriert wurden.